# Чемпіонат УРСР з футболу серед КФК 1951
Чемпіонат УРСР з футболу 1951 — футбольний турнір серед  УРСР. Він складався з двох рівнів (Група 1 і Група 2), кожен з яких мав декілька груп. Переможець Першої групи, як чемпіон УРСР, отримував можливість грати за місце у чемпіонаті СРСР Класу «Б» з іншою командою УРСР, яка мала гірші результати за результатами сезону.
Змагання у Першій групі складалося з двох етапів, перший – змагання у зонах, другий – фінальна група. Всього було 6 зон по 10 команд у кожній. Змагання проходили у два кола з 22 квітня по 30 вересня. Переможці зон, а також «краща сільська команда» (сім команд) утворювали фінальну групу, яка визначала переможця у жовтневому турнірі у Києві.
Змагання у Другій групі складалося з трьох етапів, де в першому 10 команд з кожної з 25-ти областей визначали переможця, потім 25 переможців були погруповані по регіональному принципу у 6 зон, переможець кожної з яких потрапляв до фінальної групи. Фінальний турнір шести проходив у Чернівцях.

## Перша група

### 1 зона
Підсумкова таблиця
| М   | Команда                            | І  | В  | Н | П  | М     | О  |
| --- | ---------------------------------- | -- | -- | - | -- | ----- | -- |
| 1.  | БО (Київ)                          | 18 | 14 | 1 | 3  | 96:10 | 29 |
| 2.  | «Динамо» (Вінниця)                 | 18 | 11 | 5 | 2  | 33:17 | 27 |
| 3.  | «Локомотив» (Рівне)                | 18 | 12 | 1 | 5  | 45:34 | 25 |
| 4.  | «Локомотив» (Полтава)              | 18 | 11 | 2 | 5  | 37:17 | 24 |
| 5.  | «Спартак» (Житомир)                | 18 | 10 | 2 | 6  | 35:27 | 22 |
| 6.  | «Динамо» (Проскурів)               | 18 | 8  | 0 | 10 | 18:41 | 16 |
| 7.  | «Спартак» (Чернігів)               | 18 | 5  | 3 | 10 | 17:37 | 13 |
| 8.  | «Динамо» (Київ, 6-та райрада)      | 18 | 5  | 1 | 12 | 17:20 | 11 |
| 9.  | «Колгоспник» (Карлівка)            | 18 | 3  | 1 | 14 | 11:65 | 7  |
| 10. | «Колгоспник» (Могилів-Подільський) | 18 | 2  | 2 | 14 | 9:50  | 6  |

- Головна команда майстрів «Динамо» (Київ) виступала на всесоюзному рівні у Класі «А», а у чемпіонаті УРСР виступала її резервна команда «6-та райрада».[1]
- «Динамо» (6-та райрада) знялась з 13-го тура.[1]
- «Спартак» (Чернігів) знялась з 17-го тура.[1]

### 2 зона
Підсумкова таблиця
| М   | Команда                     |
| --- | --------------------------- |
| 1.  | «Металург» (Запоріжжя)      |
| 2.  | «Динамо» (Дніпропетровськ)  |
| 3.  | «Торпедо» (Дніпропетровськ) |
| 4.  | «Металург» (Костянтинівка)  |
| 5.  | «Локомотив» (Артемівськ)    |
| 6.  | «Машинобудівник» (Суми)     |
| 7.  | «Металург» (Сталіне)        |
| 8.  | «Трактор» (Харків)          |
| 9.  | «Будівельник» (Жданов)      |
| 10. | «Шахтар» (Рутченкове)       |

### 3 зона
Підсумкова таблиця
| М   | Команда                           |
| --- | --------------------------------- |
| 1.  | «Трудові резерви» (Ворошиловград) |
| 2.  | «Металург» (Жданов)               |
| 3.  | «Хімік» (Горлівка)                |
| 4.  | «Металург» (Ворошиловськ)         |
| 5.  | «Авангард» (Краматорськ)          |
| 6.  | «Металург» (Макіївка)             |
| 7.  | «Шахтар» (Кадіївка)               |
| 8.  | «Дзержинець» (Харків)             |
| 9.  | «Шахтар» (Єнакієве)               |
| 10. | «Іскра» (Харків)                  |

- «Іскра» (Харків) з 2-го кола представляла місто Чугуїв.[1]

### 4 зона
Підсумкова таблиця
| М   | Команда                       |
| --- | ----------------------------- |
| 1.  | «Спартак» (Херсон)            |
| 2.  | «Червоний прапор» (Миколаїв)  |
| 3.  | «Спартак» (Одеса)             |
| 4.  | «Металург» (Дніпродзержинськ) |
| 5.  | «Металург» (Одеса)            |
| 6.  | «Трактор» (Кіровоград)        |
| 7.  | «Металург» (Кривий Ріг)       |
| 8.  | «Локомотив» (Запоріжжя)       |
| 9.  | «Водник» (Ізмаїл)             |
| 10. | «Колгоспник» (Ульяновка)      |

### 5 зона
Підсумкова таблиця
| М   | Команда                 |
| --- | ----------------------- |
| 1.  | БО (Львів)              |
| 2.  | «Динамо» (Чернівці)     |
| 3.  | «Колгоспник» (Берегове) |
| 4.  | «Іскра» (Мукачеве)      |
| 5.  | «Спартак» (Станіслав)   |
| 6.  | «Харчовик» (Винники)    |
| 7.  | ДТСАрм Станіслав        |
| 8.  | «Нафтовик» (Дрогобич)   |
| 9.  | «Колгоспник» (Стрий)    |
| 10. | «Динамо» (Луцьк)        |

- «Харчовик» (Винники) до 5-ого туру називалася «Харчовик» (Львів);[1]
- команда Станіслава знялась з розиграшу перед початком 2-го кола.[1]

### 6 зона
Підсумкова таблиця
| М   | Команда                 |
| --- | ----------------------- |
| 1.  | «Машинобудівник» (Київ) |
| 2.  | «Іскра» (Львів)         |
| 3.  | «Торпедо» (Харків)      |
| 4.  | «Локомотив» (Ясинувата) |
| 5.  | «?» (Миколаїв)          |
| 6.  | «Динамо» (Вознесенськ)  |
| 7.  | «Динамо» (Львів)        |
| 8.  | «Урожай» (Дергачі)      |
| 9.  | «Динамо» (Тернопіль)    |
| 10. | «Спартак» (Біла Церква) |

- «Динамо» (Тернопіль) знялась з 14-го тура.[1]
- «Динамо» (Львів) знялась з 16-го тура.[1]

### Фінал першої групи
| М  | Команда                           | І | В | Н | П | М     | О  |
| -- | --------------------------------- | - | - | - | - | ----- | -- |
| 1. | БО (Київ)                         | 6 | 4 | 2 | 0 | 11:4  | 10 |
| 2. | БО (Львів)                        | 6 | 4 | 1 | 1 | 16:6  | 9  |
| 3. | «Арсенал-Машинобудівник» (Київ)   | 6 | 2 | 4 | 0 | 11:8  | 8  |
| 4. | «Металург»(Запоріжжя)             | 6 | 1 | 4 | 1 | 8:6   | 6  |
| 5. | «Спартак» (Херсон)                | 6 | 2 | 0 | 4 | 12:19 | 4  |
| 6. | «Трудові резерви» (Ворошиловград) | 6 | 0 | 3 | 3 | 6:14  | 3  |
| 7. | «Колгоспник» (Берегове)           | 6 | 0 | 2 | 4 | 8:15  | 2  |

Чемпіони України - БО (Київ): Пехтерев, Скрипченко, Малишев, Гришин, Горбунов, Гулевич, Хижняк, Севастьянов, Биков, Бондаренко, Огнев, Налімов, Кашлик, Піскун, Штанков, Воронін, Левченко.
Тренер: Микола Махиня.

## Друга група

### 1 зона
Підсумкова таблиця
| М  | Команда                     |
| -- | --------------------------- |
| 1. | «Машинобудівник» (Прилуки)  |
| 2. | «Машинобудівник» (Бердичів) |
| 3. | «Харчовик» (Вінниця)        |

### 2 зона
Підсумкова таблиця
| М  | Команда                      |
| -- | ---------------------------- |
| 1. | Конотоп                      |
| 2. | «Локомотив» (Лозова)         |
| 3. | «Спартак» (Полтава)          |
| 4. | «Металург» (Дніпропетровськ) |

### 3 зона
Підсумкова таблиця
| М  | Команда                   |
| -- | ------------------------- |
| 1. | «Металург» (Часів Яр)     |
| 2. | «Шахтар» (Олександрія)    |
| 3. | «Трактор» (Осипенко)      |
| 4. | Ворошиловградська область |

### 4 зона
Підсумкова таблиця
| М  | Команда                   |
| -- | ------------------------- |
| 1. | «Червоний прапор» (Одеса) |
| 2. | «Енергія» (Каховка)       |
| 3. | «Харчовик» (Миколаїв)     |
| 4. | «Динамо» (Ізмаїл)         |

### 5 зона
Підсумкова таблиця
| М  | Команда                      |
| -- | ---------------------------- |
| 1. | «Динамо» (Мукачеве)          |
| 2. | «Динамо» (Станіслав)         |
| 3. | «Спартак» (Дрогобич)         |
| 4. | «Червоний прапор» (Чернівці) |

### 6 зона
Підсумкова таблиця
| М  | Команда                          |
| -- | -------------------------------- |
| 1. | «Динамо» (Кам'янець-Подільський) |
| 2. | «Колгоспник» (Бібрка)            |
| 3. | «Шахтар» (Кременець)             |
| 4. | «Динамо» (Ковель)                |
| 5. | Рівненська область               |

### Фінал другої групи
| М  | Команда                          | І | В | Н | П | М    | О |
| -- | -------------------------------- | - | - | - | - | ---- | - |
| 1. | Конотоп                          | 5 | 4 | 1 | 0 | 10:2 | 9 |
| 2. | «Динамо» (Мукачеве)              | 5 | 3 | 1 | 1 | 8:4  | 7 |
| 3. | «Металург» (Часів Яр)            | 5 | 3 | 0 | 2 | 6:6  | 6 |
| 4. | «Машинобудівник» (Прилуки)       | 5 | 1 | 1 | 3 | 7:9  | 3 |
| 5. | «Червоний прапор» (Одеса)        | 5 | 1 | 1 | 3 | 6:9  | 3 |
| 6. | «Динамо» (Кам'янець-Подільський) | 5 | 0 | 2 | 3 | 5:12 | 2 |